# Пенев, Пеньо
Пеньо Пенев (род. 3 апреля 1955) — болгарский самбист и тренер, серебряный призёр чемпионата Европы 1976 года в Ленинграде, бронзовый призёр чемпионата мира 1975 года в Минске. Выступал во второй полусредней (до 74 кг) и первой средней (до 82 кг) весовых категориях. Тренировался под руководством Н. Ранчева. Работает тренером по самбо и дзюдо в городе Стара-Загора.